# Clemente Gatti
Clemente Gatti, nome vero Ernesto Domenico (Caselle di Pressana, 16 febbraio 1880 – Saccolongo, 6 giugno 1952), è stato un presbitero e religioso italiano.

## Formazione
Giovanissimo entrò nel convento dei frati francescani di Lonigo (VI).
Emise la professione solenne il 17 settembre 1903 con il nome di Clemente; il suo nome anagrafico era Ernesto Domenico. Completato brillantemente il corso teologico all'ateneo Antonianum di Roma, fu ordinato sacerdote il 2 aprile 1904.

## Primo periodo in missione
Nel 1909, quando la Transilvania faceva ancora parte dell'Ungheria, i superiori vi inviarono padre Clemente, diventato lettore in teologia, a Hunedoara, dove si trattenne quattro anni ad insegnare la materia nello studentato francescano.

## La prima guerra mondiale
All'inizio della prima guerra mondiale rientrò in Italia e fu chiamato alle armi come cappellano militare.
Per il suo comportamento in guerra fu decorato "per meriti militari" da Emanuele Filiberto di Savoia, duca d'Aosta, comandante dell'invitta III Armata.
Fu quindi ministro e definitore provinciale e prefetto degli studi nonché custode del convento delle Vigne a Venezia.

## Secondo periodo in missione
Nel 1937 tornò in Transilvania, nel frattempo diventata romena.
Con l'avvento del comunismo (1945) e la persecuzione religiosa, padre Gatti fu deportato ad Alba Iulia.
Il 7 febbraio 1950 il padre Antonio Mantica, fondatore della Chiesa degli Italiani di Bucarest e suo parroco, fu costretto dalle autorità comuniste a rientrare in Italia, come rettore della chiesa fu nominato, quindi, padre Clemente Gatti.
In Romania viveva prima della guerra una prospera comunità italiana composta di decine di migliaia di persone (60.000 circa), poi assottigliatasi a seguito delle persecuzioni politiche con l'accusa di tramare con la capitalista Italia contro la sovietica Romania.
Intensificandosi la persecuzione religiosa, fu consigliato a padre Gatti di rientrare anche lui in Italia, ma si rifiutò.
Scriveva:
Il 15 febbraio 1951 scriveva:

## L'arresto
L'8 marzo padre Clemente veniva arrestato e quindi sottoposto a processo davanti al Tribunale militare di Bucarest, dall'11 al 17 settembre 1951: il cosiddetto Processo di un gruppo di spie, traditori e cospiratori, al servizio del Vaticano e del Centro di Spionaggio Italiano.
Con padre Gatti sedevano sul banco degli imputati i vescovi di Pacha, Schubert e Boroc, alcuni civili (Giorgio Sandulescu, Lazzaro Stefanescu, Giuseppe Waltner, Giorgio Heber, Pietro Topa e il cittadino italiano Eraldo Pintori della Legazione italiana in Romania).
Tutti, a seguito delle torture cui furono sottoposti, si dichiararono colpevoli. Schubert, Boroc, Sandulescu, Stefanescu furono condannati all'ergastolo. Pacha a 18 anni, padre Gatti e Waltner a 15 anni, Heber a 12, Topa a 10.

## Il ritorno
Su pressione del Governo italiano viene rilasciato, in aprile del 1952 viene trovato alla stazione ferroviaria di Vienna, nello scompartimento di un treno proveniente dalla Romania. Era paralizzato e senza parola, disfatto e allucinato. Era affetto  da numerose e fetide piaghe da decubito e dalla fuoriuscita della spina dorsale per quasi tutta la sua lunghezza, dopo essere stato ricoverato in una clinica a Vienna, viene trasportato il 15 maggio nell'infermeria, da poco aperta dai frati Francescani a Saccolongo, era in grado di emettere solo qualche incomprensibile mugolio. Dopo 3 settimane morì, sepolto nella cappella di San Francesco del convento di San Pancrazio a Barbarano Vicentino.
Sulla sua tomba si legge: «Padre Clemente Gatti, eroe della fede in Romania».

## La Romania lo riabilita
Nel 1997 il Governo rumeno chiede scusa per il trattamento subito da Clemente Gatti da parte delle autorità rumene e ne decreta la riabilitazione civile.

## Canonizzazione
Nel 2002 la diocesi di Padova avvia il processo di canonizzazione.